# 1708.
◄ | 17. stoljeće | 18. stoljeće | 19. stoljeće | ►
◄ | 1670-ih | 1680-ih | 1690-ih | 1700-ih | 1710-ih | 1720-ih | 1730-ih | ►
◄◄ | ◄ | 1705. | 1706. | 1707. | 1708. | 1709. | 1710. | 1711. | ► | ►►
Arhitektura • Astronomija • Biologija • Glazba • Kazalište • Kemija • Kiparstvo • Knjige • Književnost • Kršćanstvo • Medicina • Politika • Pravo • Promet • Slikarstvo • Znanost

## Rođenja
- 8. prosinca – Franjo I. Stjepan, car Svetog Rimskog Carstva († 1765.)

## Vanjske poveznice
|  | Zajednički poslužitelj ima još gradiva o temi 1708. |